# Napavine
Napavine is een plaats (city) in de Amerikaanse staat Washington, en valt bestuurlijk gezien onder Lewis County.

## Demografie
Bij de volkstelling in 2000 werd het aantal inwoners vastgesteld op 1361.
In 2006 is het aantal inwoners door het United States Census Bureau geschat op 1488, een stijging van 127 (9,3%).

## Geografie
Volgens het United States Census Bureau beslaat de plaats een oppervlakte van
2,1 km², geheel bestaande uit land. Napavine ligt op ongeveer 131 m boven zeeniveau.

## Plaatsen in de nabije omgeving
De onderstaande figuur toont nabijgelegen plaatsen in een straal van 20 km rond Napavine.